# Arquata Scrivia
Arquata Scrivia é uma comuna italiana da região do Piemonte, província de Alexandria, com cerca de 5 765 habitantes. Estende-se por uma área de 23,36 km², tendo uma densidade populacional de 276 hab/km². Faz fronteira com Gavi, Grondona, Isola del Cantone (GE), Serravalle Scrivia, Vignole Borbera.

## Demografia
| Variação demográfica do município entre 1861 e 2011                               |
|                                                                                   |
| Fonte: Istituto Nazionale di Statistica (ISTAT) - Elaboração gráfica da Wikipedia |